# Šulcův mlýn
Šulcův mlýn (srbsky Šulcov mlin) je budova bývalého mlýna, která se nachází v Novém Sadu v Srbsku. Umístěna je u Temerinského mostu, blízko kanálu Dunaj–Tisa–Dunaj. Její adresa je Temerinska 121.
Jedná se o stavbu s obdélníkovým půdorysem, která je součástí rozsáhlejšího areálu. Je dvoupatrová.
Budova byla postavena v roce 1919. Iniciátorem její výstavby byl Vilim Šulc. Podle stavby získala později neformální název část nedaleké městské části Salajka, tedy Šulcovo naselje. Výstavba v okolí mlýna se uskutečnila v meziválečném období nízkými domy. 
Na počátku druhé světové války byly v okolí mlýna prováděny časté popravy civilního obyvatelstva ze strany maďarských okupantů. Po skončení konfliktu byl mlýn v rámci znárodnění převzat státem.
Na počátku 21. století byla technická památka v katastrofálním stavu. Objekt není evidován jako kulturní památka; měl zčásti zhroucenou střechu, stojí však všechny obvodové zdi.